# Zephronia impunctata
Zephronia impunctata är en mångfotingart som beskrevs av Pocock 1895. Zephronia impunctata ingår i släktet Zephronia och familjen Zephroniidae. Inga underarter finns listade i Catalogue of Life.